# 18
Năm 18 (XVIII) là một năm thường bắt đầu bằng Thứ Bảy trong lịch Julius. 